# San Miguel de Foces
San Miguel de Foces est un monastère situé près d'Ibieca dans la Province de Huesca (Espagne).